# Creek Mary's Blood
«Creek Mary's Blood» es una canción de la banda finesa de metal sinfónico Nightwish, que pertenece a su álbum Once. Aunque no llegó a ser un sencillo, se ha caracterizado por ser una de las mejores piezas musicales de este álbum. Para su grabación, al igual que para el resto de las canciones del álbum, se contó con la colaboración de la Imperial Orchestra, una orquesta sinfónica rusa. Se caracteriza por ser una canción emotiva, épica, con una de las mejores orquestaciones del álbum, y por contar con el nativo norteamericano John Two-Hawks en la flauta, lo que hace su melodía bastante característica, ya que tanto la música como la letra están basadas en la cultura amerindia y en la conquista de América. Al final de la canción John Two-Hawks, recita un poema en Lakota, siendo interpretada también en el DVD End of an era, donde este hizo su colaboración tanto con su voz como con la flauta.